# 文化庁メディア芸術祭アニメーション部門
文化庁メディア芸術祭アニメーション部門（ぶんかちょうメディアげいじゅつさい アニメーションぶもん）は、日本の文化庁が主催する文化庁メディア芸術祭の一部門として1997年から2022年迄開催されていたアニメーション賞である。
高い芸術性や創造性を持つ優れた作品を顕彰するとともに、受賞作品の展示・上映や、シンポジウム等の関連イベントを開催することを目的としている。
過去1年間の間に完成または公開された作品を対象に、プロ・アマチュア・自主制作・商業作品を問わず、世界中から作品を公募。劇場アニメーション・短編アニメーション・テレビアニメーション・オリジナルビデオアニメーションなど、アニメーションであれば垣根なく審査され、大賞・優秀賞・新人賞・審査委員会推薦作品が授与される。
2002年までは文化庁メディア芸術祭マンガ部門と同一審査員にて審査されていたが、それ以後はアニメーション専門の審査員が置かれ、独自に審査されている。
2015年度のアニメーション部門応募総数は、世界各国より計823作品。
2022年8月24日、今年度は作品募集を行わないと公式ウェブサイトで発表し、これについて朝日新聞は文化庁への取材を元に、「役割を終えた」として第25回をもって文化庁メディア芸術祭は終了と報じた。

## 大賞・優秀賞
大賞受賞作 と 優秀賞受賞作 の一覧。
| もののけ姫（宮崎駿）                   | 劇場アニメーション   |                                                                         |                                |
| プチプチアニメ～ニャッキ～（伊藤有壱） | テレビアニメーション |                                                                         |                                |
| どんぐりの家（安濃高志）               | 劇場アニメーション   |                                                                         |                                |
| THE BUGS（又吉浩）                     | 短編アニメーション   |                                                                         |                                |
| 新世紀エヴァンゲリオン（庵野秀明）     | テレビアニメーション |                                                                         |                                |
| 2                                      | 1998                 |                                                                         |                                |
| 2                                      | 1998                 | クジラの跳躍（たむらしげる）                                            | 短編アニメーション             |
| 2                                      | 1998                 | ドラえもん のび太の南海大冒険（芝山努）                                 | 劇場アニメーション             |
| 2                                      | 1998                 | 快動力 REAL（保田克史）                                                 | 短編アニメーション             |
| 2                                      | 1998                 | serial experiments lain（中村隆太郎）                                   | テレビアニメーション           |
| 2                                      | 1998                 | believe in it（米正万也）                                               | 短編アニメーション             |
| 3                                      | 1999                 |                                                                         |                                |
| 3                                      | 1999                 | 老人と海（アレクサンドル・ペトロフ）                                    | 短編アニメーション             |
| 3                                      | 1999                 | ホーホケキョとなりの山田くん（高畑勲）                                  | 劇場アニメーション             |
| 3                                      | 1999                 | 上京物語（古川タク）                                                    | 短編アニメーション             |
| 3                                      | 1999                 | おじゃる丸２（大地丙太郎）                                              | テレビアニメーション           |
| 3                                      | 1999                 | 月の夜の話（堀剛史）                                                    | 短編アニメーション             |
| 4                                      | 2000                 |                                                                         |                                |
| 4                                      | 2000                 | BLOOD THE LAST VAMPIRE（北久保弘之）                                    | 劇場アニメーション             |
| 4                                      | 2000                 | 陽だまりの樹（杉井ギサブロー）                                          | テレビアニメーション           |
| 4                                      | 2000                 | s.o.s（ALLARD Xavier/HA Guillaume）                                     | 短編アニメーション             |
| 4                                      | 2000                 | たれぱんだ オリジナル・ビデオ・アニメーション（宇井孝司）               | オリジナルビデオアニメーション |
| 4                                      | 2000                 | Luz（Jose Javier MARTINEZ）                                             | 短編アニメーション             |
| 5                                      | 2001                 |                                                                         |                                |
| 5                                      | 2001                 | 千と千尋の神隠し（宮崎駿）                                              | 劇場アニメーション             |
| 5                                      | 2001                 | 千年女優（今敏）                                                        | 劇場アニメーション             |
| 5                                      | 2001                 | ねこぢる草（佐藤竜雄）                                                  | オリジナルビデオアニメーション |
| 5                                      | 2001                 | 睡蓮の人（村田朋泰）                                                    | 短編アニメーション             |
| 6                                      | 2002                 |                                                                         |                                |
| 6                                      | 2002                 | クレヨンしんちゃん 嵐を呼ぶ アッパレ!戦国大合戦（原恵一）               | 劇場アニメーション             |
| 6                                      | 2002                 | アベノ橋魔法☆商店街（山賀博之）                                         | テレビアニメーション           |
| 6                                      | 2002                 | 猫の恩返し（森田宏幸）                                                  | 劇場アニメーション             |
| 6                                      | 2002                 | 攻殻機動隊 STAND ALONE COMPLEX（神山健治）                              | テレビアニメーション           |
| 6                                      | 2002                 | 頭山（山村浩二）                                                        | 短編アニメーション             |
| 7                                      | 2003                 |                                                                         |                                |
| 7                                      | 2003                 | 連句アニメーション「冬の日」（川本喜八郎）                              | 劇場アニメーション             |
| 7                                      | 2003                 | 東京ゴッドファーザーズ（今敏）                                          | 劇場アニメーション             |
| 7                                      | 2003                 | こまねこ（合田経郎）                                                    | 短編アニメーション             |
| 7                                      | 2003                 | ガラクタ通りのステイン（増田龍治）                                      | テレビアニメーション＆OVA      |
| 7                                      | 2003                 | FRANK（布山タルト）                                                     | 短編アニメーション             |
| 8                                      | 2004                 |                                                                         |                                |
| 8                                      | 2004                 | マインド・ゲーム（湯浅政明）                                            | 劇場アニメーション             |
| 8                                      | 2004                 | ハウルの動く城（宮崎駿）                                                | 劇場アニメーション             |
| 8                                      | 2004                 | ACIDMAN short film「彩-SAI-(前編) / 廻る、巡る、その核へ」（西郡勲）    | 短編アニメーション             |
| 8                                      | 2004                 | まかせてイルか!（大地丙太郎）                                           | オリジナルビデオアニメーション |
| 8                                      | 2004                 | BIRTHDAY BOY（Sejong PARK）                                             | 短編アニメーション             |
| 9                                      | 2005                 |                                                                         |                                |
| 9                                      | 2005                 | 浮楼（榊原澄人）                                                        | 短編アニメーション             |
| 9                                      | 2005                 | 死者の書（川本喜八郎）                                                  | 劇場アニメーション             |
| 9                                      | 2005                 | flowery（橋本大佑）                                                     | 短編アニメーション             |
| 9                                      | 2005                 | かみちゅ!（舛成孝二）                                                   | テレビアニメーション           |
| 9                                      | 2005                 | 年をとった鰐（山村浩二）                                                | 短編アニメーション             |
| 10                                     | 2006                 |                                                                         |                                |
| 10                                     | 2006                 | 時をかける少女（細田守）                                                | 劇場アニメーション             |
| 10                                     | 2006                 | おはなしの花（久保亜美香/井上精太）                                     | 短編アニメーション             |
| 10                                     | 2006                 | 春のめざめ（アレクサンドル・ペトロフ）                                  | 短編アニメーション             |
| 10                                     | 2006                 | スキマの国のポルタ（和田敏克）                                          | 短編アニメーション             |
| 10                                     | 2006                 | ピカピカ（モンノカヅエ＋ナガタタケシ）                                  | 短編アニメーション             |
| 11                                     | 2007                 |                                                                         |                                |
| 11                                     | 2007                 | 河童のクゥと夏休み（原恵一）                                            | 劇場アニメーション             |
| 11                                     | 2007                 | うっかりペネロペ（高木淳）                                              | テレビアニメーション           |
| 11                                     | 2007                 | 電脳コイル（磯光雄）                                                    | テレビアニメーション           |
| 11                                     | 2007                 | 天元突破グレンラガン（今石洋之）                                        | テレビアニメーション           |
| 11                                     | 2007                 | カフカ 田舎医者（山村浩二）                                             | 短編アニメーション             |
| 12                                     | 2008                 |                                                                         |                                |
| 12                                     | 2008                 | つみきのいえ（加藤久仁生）                                              | 短編アニメーション             |
| 12                                     | 2008                 | カイバ（湯浅政明）                                                      | テレビアニメーション           |
| 12                                     | 2008                 | KUDAN（木村卓）                                                         | 短編アニメーション             |
| 12                                     | 2008                 | DREAMS（荒井知恵）                                                      | 短編アニメーション             |
| 12                                     | 2008                 | こどもの形而上学（山村浩二）                                            | 短編アニメーション             |
| 13                                     | 2009                 |                                                                         |                                |
| 13                                     | 2009                 | サマーウォーズ（細田守）                                                | 劇場アニメーション             |
| 13                                     | 2009                 | 屋根裏のポムネンカ（イジィ・バルタ）                                    | 劇場アニメーション             |
| 13                                     | 2009                 | The Cable Car（Claudius GENTINETTA/Frank BRAUN）                        | 短編アニメーション             |
| 13                                     | 2009                 | 東京マグニチュード8.0（橘正紀）                                         | テレビアニメーション           |
| 13                                     | 2009                 | 電信柱エレミの恋（中田秀人）                                            | 短編アニメーション             |
| 14                                     | 2010                 |                                                                         |                                |
| 14                                     | 2010                 | 四畳半神話大系（湯浅政明）                                              | テレビアニメーション           |
| 14                                     | 2010                 | カラフル（原恵一）                                                      | 劇場アニメーション             |
| 14                                     | 2010                 | フミコの告白（石田祐康）                                                | 短編アニメーション             |
| 14                                     | 2010                 | マイマイ新子と千年の魔法（片渕須直）                                    | 劇場アニメーション             |
| 14                                     | 2010                 | わからないブタ（和田淳）                                                | 短編アニメーション             |
| 15                                     | 2011                 |                                                                         |                                |
| 15                                     | 2011                 | 魔法少女まどか☆マギカ（新房昭之）                                       | テレビアニメーション           |
| 15                                     | 2011                 | 鬼神伝（川崎博嗣）                                                      | 劇場アニメーション             |
| 15                                     | 2011                 | ももへの手紙（沖浦啓之）                                                | 劇場アニメーション             |
| 15                                     | 2011                 | マイブリッジの糸（山村浩二）                                            | 短編アニメーション             |
| 15                                     | 2011                 | Folksong&Ballads（Mathieu VERNERIE/Pauline DEFACHELLES/Rémy PAUL）      | 短編アニメーション             |
| 16                                     | 2012                 |                                                                         |                                |
| 16                                     | 2012                 | 火要鎮（大友克洋）                                                      | 短編アニメーション             |
| 16                                     | 2012                 | アシュラ（さとうけいいち）                                              | 劇場アニメーション             |
| 16                                     | 2012                 | おおかみこどもの雨と雪（細田守）                                        | 劇場アニメーション             |
| 16                                     | 2012                 | グスコーブドリの伝記（杉井ギサブロー）                                  | 劇場アニメーション             |
| 16                                     | 2012                 | グレートラビット（和田淳）                                              | 短編アニメーション             |
| 17                                     | 2013                 |                                                                         |                                |
| 17                                     | 2013                 | はちみつ色のユン（ユン/ローラン・ボアロー）                             | ドキュメンタリーアニメーション |
| 17                                     | 2013                 | 有頂天家族（吉原正行）                                                  | テレビアニメーション           |
| 17                                     | 2013                 | ゴールデンタイム（稲葉卓也）                                            | 短編アニメーション             |
| 17                                     | 2013                 | サカサマのパテマ（吉浦康裕）                                            | 劇場アニメーション             |
| 17                                     | 2013                 | ヱヴァンゲリヲン新劇場版:Q（庵野秀明）                                  | 劇場アニメーション             |
| 18                                     | 2014                 |                                                                         |                                |
| 18                                     | 2014                 | The Wound（アンナ・ブダノヴァ）                                         | 短編アニメーション             |
| 18                                     | 2014                 | クレヨンしんちゃん ガチンコ!逆襲のロボとーちゃん（髙橋渉）              | 劇場アニメーション             |
| 18                                     | 2014                 | ジョバンニの島（西久保瑞穂）                                            | 劇場アニメーション             |
| 18                                     | 2014                 | PADRE（Santiago 'Bou' GRASSO）                                          | 短編アニメーション             |
| 18                                     | 2014                 | The Sense of touch（Jean-Charles MBOTTI MALOLO）                        | 短編アニメーション             |
| 19                                     | 2015                 |                                                                         |                                |
| 19                                     | 2015                 | Rhizome（ボリス・ラベ）                                                 | 短編アニメーション             |
| 19                                     | 2015                 | 花とアリス殺人事件（岩井俊二）                                          | 劇場アニメーション             |
| 19                                     | 2015                 | Isand (The Master)（リホ・ウント）                                      | 短編アニメーション             |
| 19                                     | 2015                 | My Home（グエン・フン・マイ）                                           | 短編アニメーション             |
| 19                                     | 2015                 | Yul and the Snake（ガブリエル・アレル）                                 | 短編アニメーション             |
| 20                                     | 2017                 |                                                                         |                                |
| 20                                     | 2017                 | 君の名は。（新海誠）                                                    | 劇場アニメーション             |
| 20                                     | 2017                 | 映画 聲の形（山田尚子）                                                 | 劇場アニメーション             |
| 20                                     | 2017                 | 父を探して（アレ・アブレウ）                                            | 劇場アニメーション             |
| 20                                     | 2017                 | A Love Story（Anushka Kishani NAANAYAKKARA）                            | 短編アニメーション             |
| 20                                     | 2017                 | Among the black waves（アンナ・ブダノヴァ）                             | 短編アニメーション             |
| 21                                     | 2018                 |                                                                         |                                |
| 21                                     | 2018                 | この世界の片隅に（片渕須直）                                            | 劇場アニメーション             |
| 21                                     | 2018                 | 夜明け告げるルーのうた（湯浅政明）                                      | 劇場アニメーション             |
| 21                                     | 2018                 | ハルモニア feat. Makoto（大谷たらふ）                                   | 短編アニメーション             |
| 21                                     | 2018                 | COCOLORS（『COCOLORS』制作チーム）                                      | オリジナルビデオアニメーション |
| 21                                     | 2018                 | Negative Space（KUWAHATA Ru/Max PORTER）                                | 短編アニメーション             |
| 22                                     | 2019                 |                                                                         |                                |
| 22                                     | 2019                 | La Chute（Boris LABBÉ）                                                 | 短編アニメーション             |
| 22                                     | 2019                 | 大人のためのグリム童話 手をなくした少女（セバスチャン・ローデンバック） | 劇場アニメーション             |
| 22                                     | 2019                 | ひそねとまそたん（樋口真嗣）                                            | テレビアニメーション           |
| 22                                     | 2019                 | ペンギン・ハイウェイ（石田祐康）                                        | 劇場アニメーション             |
| 22                                     | 2019                 | 若おかみは小学生!（高坂希太郎）                                         | 劇場アニメーション             |
| 23                                     | 2020                 |                                                                         |                                |
| 23                                     | 2020                 | 海獣の子供（渡辺歩）                                                    | 劇場アニメーション             |
| 23                                     | 2020                 | ある日本の絵描き少年（川尻将由）                                        | 短編アニメーション             |
| 23                                     | 2020                 | ごん（八代健志）                                                        | 劇場アニメーション             |
| 23                                     | 2020                 | ロング・ウェイ・ノース 地球のてっぺん（レミ・シャイエ）                 | 劇場アニメーション             |
| 23                                     | 2020                 | Nettle Head（Paul E・CABON）                                            | 短編アニメーション             |
| 24                                     | 2021                 |                                                                         |                                |
| 24                                     | 2021                 | 映像研には手を出すな!（湯浅政明）                                       | テレビアニメーション           |
| 24                                     | 2021                 | 劇場版 ヴァイオレット・エヴァーガーデン（石立太一）                     | 劇場アニメーション             |
| 24                                     | 2021                 | 泣きたい私は猫をかぶる（佐藤順一・柴山智隆）                            | 劇場アニメーション             |
| 24                                     | 2021                 | マロナの幻想的な物語り（アンカ・ダミアン）                              | 劇場アニメーション             |
| 24                                     | 2021                 | Grey to Green（Marcos SÁNCHEZ）                                         | ミュージックビデオ             |
| 25                                     | 2022                 |                                                                         |                                |
| 25                                     | 2022                 | The Fourth Wall（Mahboobeh KALAEE）                                     | 短編アニメーション             |
| 25                                     | 2022                 | 幾多の北（山村浩二）                                                    | 劇場アニメーション             |
| 25                                     | 2022                 | 漁港の肉子ちゃん（明石家さんま・渡辺歩）                                | 劇場アニメーション             |
| 25                                     | 2022                 | Letter to a Pig（Tal KANTOL）                                           | 短編アニメーション             |
| 25                                     | 2022                 | Sonny Boy（夏目真悟）                                                   | テレビアニメーション           |

## 新人賞
第6回より「奨励賞」の名称で創設。第15回より「新人賞」へ切り替わり、受賞枠が拡大された。
| 回 | 年度 | 作品名（監督名）                                                                                   | 分類                 |
| -- | ---- | -------------------------------------------------------------------------------------------------- | -------------------- |
| 6  | 2002 | 電車かもしれない（近藤聡乃）                                                                       | 短編アニメーション   |
| 7  | 2003 | 星の子（小山内久美子）                                                                             | 短編アニメーション   |
| 8  | 2004 | 夢（新海岳人）                                                                                     | 短編アニメーション   |
| 9  | 2005 | seasons（藤田純平）                                                                                | 短編アニメーション   |
| 10 | 2006 | La grua y la jirafa (The crane and the giraffe)（Vladimir BELLINI）                                | 短編アニメーション   |
| 11 | 2007 | ウシニチ（一瀬皓コ）                                                                               | 短編アニメーション   |
| 12 | 2008 | ALGOL（岡本憲昭）                                                                                  | 短編アニメーション   |
| 13 | 2009 | アニマルダンス（大川原亮）                                                                         | 短編アニメーション   |
| 14 | 2010 | The Wonder Hospital（Beomsik Shimbe SHIM）                                                         | 短編アニメーション   |
| 15 | 2011 | やさしいマーチ（植草航）                                                                           | 短編アニメーション   |
| 15 | 2011 | Rabenjunge（Andrea DEPPERT）                                                                       | 短編アニメーション   |
| 15 | 2011 | rain town（石田祐康）                                                                              | 短編アニメーション   |
| 16 | 2012 | 布団（水尻自子）                                                                                   | 短編アニメーション   |
| 16 | 2012 | LUPIN the Third -峰不二子という女-（山本沙代）                                                     | テレビアニメーション |
| 16 | 2012 | Oh Willy...（Emma De SWAEF/Marc James ROELS）                                                      | 短編アニメーション   |
| 17 | 2013 | ようこそぼくです選（姫田真武）                                                                     | 短編アニメーション   |
| 17 | 2013 | Airy Me（久野遥子）                                                                                | 短編アニメーション   |
| 17 | 2013 | WHILE THE CROW WEEPS ―カラスの涙―（鋤柄真希子/松村康平）                                           | 短編アニメーション   |
| 18 | 2014 | コップの中の子牛（朱彦潼）                                                                         | 短編アニメーション   |
| 18 | 2014 | たまこラブストーリー（山田尚子）                                                                   | 劇場アニメーション   |
| 18 | 2014 | Man on the chair（JEONG Dahee）                                                                    | 短編アニメーション   |
| 19 | 2015 | 台風のノルダ（新井陽次郎）                                                                         | 劇場アニメーション   |
| 19 | 2015 | Chulyen, a Crow's tale（Agnès PATRON/Cerise LOPEZ）                                                | 短編アニメーション   |
| 19 | 2015 | Deux Amis (Two Friends)（ナターリア・チェルニェソヴァ）                                            | 短編アニメーション   |
| 20 | 2017 | ムーム（堤大介/ロバート・コンドウ）                                                                | 短編アニメーション   |
| 20 | 2017 | I Have Draemed Of You So Much（エマ・ヴァカレロバ）                                                | 短編アニメーション   |
| 20 | 2017 | Rebellious（Arturo "Vonno" AMBRIZ/Roy AMBRIZ）                                                     | 短編アニメーション   |
| 21 | 2018 | 舟を編む（黒柳トシマサ）                                                                           | テレビアニメーション |
| 21 | 2018 | The First Thunder（Anastasia MELIKHOVA）                                                           | 短編アニメーション   |
| 21 | 2018 | Yin（Nicolas FONG）                                                                                | 短編アニメーション   |
| 22 | 2019 | 透明人間（山下明彦）                                                                               | 短編アニメーション   |
| 22 | 2019 | Am I a Wolf?（Amir Houshang MOEIN）                                                                | 短編アニメーション   |
| 22 | 2019 | The Little Ship（Anastasia MAKHLINA）                                                              | 短編アニメーション   |
| 23 | 2020 | 向かうネズミ（築地のはら）                                                                         | 短編アニメーション   |
| 23 | 2020 | 浴場の象（CHENG Jialin)                                                                            | 短編アニメーション   |
| 23 | 2020 | Daughter（Daria KASHCHEEBA）                                                                       | 短編アニメーション   |
| 24 | 2021 | 海辺の男（森重光／小笹大介）                                                                       | 短編アニメーション   |
| 24 | 2021 | かたのあと（ふるかわはらももか)                                                                    | 短編アニメーション   |
| 24 | 2021 | À la mer poussière（Héloïse FERLAY）                                                               | 短編アニメーション   |
| 25 | 2022 | オッドタクシー（此元和津也／木下麦）                                                               | テレビアニメーション |
| 25 | 2022 | 骨噛み（矢野ほなみ)                                                                                | 短編アニメーション   |
| 25 | 2022 | Yallah!（Nayla NASSAR / Edouard PITULA / Renaud DE SAINT ALBIN / Cécile ADANT / Anaïs SASSATELLI） | 短編アニメーション   |

## ソーシャル・インパクト賞
- 第23回
  - 天気の子（新海誠）
    - 劇場アニメーション
- 第24回
  - ハゼ馳せる果てるまで（Waboku）
    - ミュージックビデオ
- 第25回
  - PUI PUI モルカー（見里朝希）
    - テレビアニメーション

## 審査委員会推薦作品

### 第8回（2004年）
- 長編（劇場公開、TV、OVA）
  - アップルシード、イノセンス、お伽草子、サムライチャンプルー、スチームボーイ、鉄人28号、劇場版 NARUTO -ナルト- 大活劇!雪姫忍法帖だってばよ!!、鋼の錬金術師、妄想代理人
- 短編
  - LIMB-O-XTREME、My Grandpa、PGi-13、RYAN、trainsurfer、カクレンボ、神谷通信、元祖マジックサーカス、キットウォーク、陽だまりの詩、ループ プール

### 第9回（2005年）
- 長編（劇場公開、TV、OVA）
  - 機動戦士Ζガンダム ―星を継ぐ者―、雲のむこう、約束の場所、劇場版 鋼の錬金術師 シャンバラを征く者、BLOOD+、SPEEDGRAPHER、攻殻機動隊 STAND ALONE COMPLEX The Laughing Man、交響詩篇エウレカセブン、最終兵器彼女 Another love song、タイドライン・ブルー、ハチミツとクローバー、フタコイ オルタナティブ、舞-HiME、増田こうすけ劇場 ギャグマンガ日和
- 短編
  - Birds、CALM、Fallen Art、GAKI 琵琶法師、Vaudeville、愛の部屋、或る旅人の日記 赤い実、あるひとつの方向性、ジャム・ザ・ハウスネイル、診察室、鳥獣剣士―第一幕―、ドロップ、ビップとバップ、惑星大怪獣ネガドン、私の家

### 第10回（2006年）
- 長編（劇場公開、TV、OVA）
  - TOKYO LOOP、こま撮りえいが こまねこ、超劇場版ケロロ軍曹、ブレイブ ストーリー、まじめにふまじめ かいけつゾロリ なぞのお宝大さくせん、OBAN, STAR-RACERS、犬紙、結界師、ケモノヅメ、現代畸聞録 怪異物語、攻殻機動隊 STAND ALONE COMPLEX Solid State Society、シルクロード少年 ユート、涼宮ハルヒの憂鬱、蒼穹のファフナー RIGHT OF LEFT、つゆのひとしずく～植田正治の写真世界を彷徨う～、トップをねらえ2!、幕末機関説いろはにほへと、蟲師、無敵看板娘
- 短編
  - ( a long day of ) Mr. Calpaccio、dropくん、FRANK'S FEAST、NHKみんなのうた「グラスホッパー物語」、R、Step by step (Petit a petit)、あか あお ふたりで、雨、ウサビッチ、雲散霧消、スキマスイッチ PV “アカツキの詩”、鈴の名は、電信柱のお母さん、トキヲの兄弟、利根川フランケン、モグラのみた夢、レッツゴー番長デッドオアアライブ完全版

### 第11回（2007年）
- 長編（劇場公開、TV、OVA）
  - Genius Party、ピアノの森、DARKER THAN BLACK -黒の契約者-、おじゃる丸 満月ロード危機一髪～タマにはマロも大冒険～、コードギアス 反逆のルルーシュ、精霊の守り人、もやしもん、やさいのようせい N.Y.SALAD、FREEDOM5、攻殻機動隊 STAND ALONE COMPLEX Solid State Society、赤色エレジー
- 短編
  - 49、Birthday、BLOCKMAN、BONEHEADS、Burning Safari、HOW TO COOK BREAKFAST?、LOST UTOPIA、Love Rollercoaster、THE CLOCKWORK CITY、アニ＊クリ15「宇宙人襲来 ヒロシの場合」、王さまものがたり、雲の人 雨の人、黒こぐまと森のせんろ、Copet、早春の最後の雪、蒲公英の姉、ピカピカ 2007、放課後、エメラルド、放課後MIDNIGHT

### 第12回（2008年）
- 長編（劇場公開、TV、OVA）
  - 劇場版　空の境界　俯瞰風景、スカイ・クロラ The Sky Crawlers、コードギアス 反逆のルルーシュ R2、さよなら絶望先生、ステファンの恩返し、ストライクウィッチーズ、ソウルイーター、鉄腕バーディー DECODE、東京マーブルチョコレート、のらみみ、墓場鬼太郎、ヘルズ・エンジェルス、みなみけ、やさいのようせい第5話「ピアノがいなくなっちゃった」
- 短編
  - BUILDINGS、CHRISTIAN BAUER-Tree of Life、DEVOUR DINNER、Omstart、shift、Syscapes # Interlude、swimming、王さまものがたり3、オーケストラ、ギンガムチェックの小鳥、校長先生とクジラ、コルネリス、スケッチブック―華屋八兵衛 ノ巻、忠告、プチプチアニメ～ニャッキ～ ふみきり、パンク直し、福来町、トンネル路地の男

### 第13回（2009年）
- 長編（劇場公開、TV、OVA）
  - ホッタラケの島 〜遥と魔法の鏡〜、CANAAN、TO、青い花、グイン・サーガ、スケアクロウマン、とらドラ!、ねぎぼうずのあさたろう、のだめカンタービレ 巴里編、東のエデン、亡念のザムド
- 短編
  - Coal Story、Deadline、FORESTRY、HAND SOAP、Lizard Planet、METROPOLIS、No corras tanto (Take it easy)、Organic、The Fitting Dance、URS、鬼警部アンパン、家族デッキ、川旅行、センコロール、ひとりだけの部屋、フォレスタン、忘却星の公式、向ヶ丘千里はただ見つめていたのだった、虫歯鉄道 -Cavity Express-、目覚め、フジログ

### 第14回（2010年）
- 長編（劇場公開、TV、OVA）
  - イヴの時間 劇場版、宇宙ショーへようこそ、劇場版マクロスF〜イツワリノウタヒメ〜、涼宮ハルヒの消失、チェブラーシカ、緑子／MIDORI-KO、Angel Beats!、荒川アンダー ザ ブリッジ、装甲騎兵ボトムズ 孤影再び
- 短編
  - 8 bits、CITY、DUST KID、farm music、Googuri Googuri、hezarfen、NHK 星新一ショートショート「午後の恐竜」、Sleep、telegraphics、TWO TEA TWO、海からの使者、強迫的な秩序についてのカエル、くちゃお、こまねこのクリスマス -迷子になったプレゼント-、魚に似た唄、ちいさな恋人

### 第15回（2011年）
- 長編（劇場公開、TV、OVA）
  - おまえうまそうだな 劇場版、あの日見た花の名前を僕達はまだ知らない。、花咲くいろは、輪るピングドラム、パンティ&ストッキングwithガーターベルト、STEINS;GATE、TIGER & BUNNY
- 短編
  - アイデアが捕まらない。、ぐりうむ、これくらいで歌う、ちいさなあなたへ～Someday～、ホリデイ、約束、ようこそぼくです、Animation Hotline、BONNIE、Das Haus、Garden、Helsingin kesä、Herr Hoppe und der Atommüll、many go round、MODERN NO.2、Omerta、PULG,THe NeW WORLD、Romance、Scripta volant、SPOTS SPOTS

### 第16回（2012年）
- 長編（劇場公開、TV、OVA）
  - 坂道のアポロン、つり球、虹色ほたる 〜永遠の夏休み〜、伏 鉄砲娘の捕物帳、friends もののけ島のナキ、ベルセルク 黄金時代篇Ⅱ ドルドレイ攻略、放課後ミッドナイターズ、gdgd妖精s
- 短編
  - 感傷の沈殿、くつした、櫻本箒製作所、就活狂想曲、九十九、ニュ～東京音頭、ハーバーテイル、ぼくもくま、まつすぐな道でさみしい、夕化粧、ヨナルレ Moment to Moment、awaiting、crazy for it、Grain Coupon、KiyaKiya、Love Games、NO RAIN NO RAINBOW、Nyosha、The Sardine Tin、108 prayer beads

### 第17回（2013年）
- 「青の祓魔師」劇場版、ウィリー・ウィンキー、エウレカセブンAO、かまくら、がんばれ！ルルロロ、キックハート、劇場版 あの日見た花の名前を僕達はまだ知らない。、攻殻機動隊ARISE border:1 Ghost Pain、古事記　日向篇、言の葉の庭、寫眞館、ちいさなおじさん、陽なたのアオシグレ、ベルセルク 黄金時代篇Ⅲ 降臨、みゃくみゃく -Drops of Life-、やますき やまざき、夜ごはんの時刻、AKB0048 next stage、Anomalies、Bird Shit、Communicating Vessels、GrandFather、Ici, là et partout、Mahjong、MAZE KING、NUNUI、ONE AND THREE FOUR、Premier Automne、Professor Kliq - Wire & Flashing Lights、Semáforo、Tears For Narcissus、WONDER

### 第18回（2014年）
- 長編（劇場公開、TV、OVA）
  - キルラキル、残響のテロル、ピンポン、蟲師 続章、ブルー 初めての空へ、STAND BY ME ドラえもん、The Stressful Adventures of Boxhead & Roundhead
- 短編
  - 想い雲、境界線、森の伝説 第二楽章、Between Times、Blue Eyes - in HARBOR TALE -、Boles、Canis、Decorations、Goodbye Rabbit, Hop Hop、Poker、Portrait、Rainy Days、Something Important、The Swallow、Waiter、Zepo

### 第19回（2015年）
- 長編（劇場公開、TV、OVA）
  - 心が叫びたがってるんだ。、百日紅 ～Miss HOKUSAI～、バケモノの子、SHIROBAKO
- 短編
  - 息ができない、ズドラーストヴィチェ！、ディス イズ マイ ハウス、何も見なくていい、Benches No. 0458、Chhaya、Eclipse、Erlking、Isle of Seals、Isola del Giglio、Levitation、Meada、My Grandfather was a cherry tree、Ruben Leaves、Sea Child、SIGNUM、Sonambulo、The Guardian、The Poem

### 第20回（2017年）
- 長編（劇場公開、TV、OVA）
  - 終物語、劇場版 響け!ユーフォニアム〜北宇治高校吹奏楽部へようこそ〜、甲鉄城のカバネリ、ちえりとチェリー、僕だけがいない街、モブサイコ100、Somalia94 - The Ilaria Alpi affair
- 短編
  - 愛のかかと、風の又三郎、サティの「パラード」、青春おじいさん、眠れない夜の月、みつあみの神様、Decorado、FEED、For you、Ghost Cell、In Other Words、Jungle Taxi、Kukuschka、Light Sight、L'CEil du Cyclone、oldman youngman、Peripheria、Slowly Rising、THE EMPTY、The Unnatural、Ticking Away、Ughh ugh、Waiting For the New Year、Way of Giants

### 第21回（2018年）
- 長編（劇場公開、TV、OVA）
  - カラフル忍者いろまき、きみの声をとどけたい、劇場版 響け!ユーフォニアム〜届けたいメロディ〜、メイドインアビス、夜は短し歩けよ乙女、BLAME!、JUNK HEAD
- 短編
  - さらば銀河系、ノーマン・ザ・スノーマン～流れ星のふる夜に～、And The Moon Stands Still、AU REVOIR BALTHAZAR、Candy.zip、Corp.、EPIQUE ET PIQUE、Extrapolate、From the same thread、Gokurosama、Hezar Afsan、HYBRIDS、Nachtstück、O Matko!、Perfect Town、RAINBOW、Running Lights、Sore Eyes for Infinity、The room the past lives、To Build a Fire、Toutes les poupées ne pleurent pas、Ugly

### 第22回（2019年）
- 長編（劇場公開、TV、OVA、ストリーミング動画）
  - 宇宙よりも遠い場所、劇場アニメ「君の膵臓をたべたい」、未来のミライ、リズと青い鳥、B：The Beginning、DEVILMAN crybaby
- 短編
  - ケアンの首達、サムライエッグ、マイリトルゴート、モフモフィクション、モリモリ島のモーグとペロル、A Fly in the Restaurant、Blue Flight、Carlotta’s Face、Circuit、Conception: Catie + Jen、Five minutes to sea、Honour、Le Mot、Love Me, Fear Me、MIMI、Mom’s Clothes、ねこのひ、Neuralism、Not Today、Somewhere Soft、Space Between Stars、THE LOST GARDEN、WATER IN THE CUP、32-Rbit

### 第23回（2020年）
- 長編（劇場公開、TV、OVA）
  - きみと、波にのれたら、甲鉄城のカバネリ 海門決戦、絶望の怪物、空の青さを知る人よ、どろろ、白蛇: 縁起、プロメア、ムタフカズ、羅小黒戦記 ぼくが選ぶ未来、BEASTARS、SSSS.GRIDMAN
- 短編
  - きつね環世界、サイシュ～ワ、シャラボンボン、深海の虹、マイ・ラグジュアリー・ナイト、ゆめみのえ、ANGEL’S TRUMPET、Bear With Me、CASTLE、Hello, my dears、IHR、Listen Papa!、LOCOMOTOR、Lola the living potato、Mascot、Movements、Now 2、Orbit、Purpleboy、Silny niezalezny kosmos、Still Lives、Twinless、Winter in the Rainforest

### 第24回（2021年）
- 長編（劇場公開、TV、ネット配信動画）
  - 歌舞伎町シャーロック、日本沈没2020、無限の住人-IMMORTAL-、PSYCHO-PASS サイコパス 3 FIRST INSPECTOR
- 短編（ミュージックビデオを含む）
  - クリープハイプ – 愛す、久々、マイエクササイズ、よんでよばれて、And Then The Bear、Anna, Cat-and-Mouse、Awkward、Beginning of the Light、Candela、Deviate、Fata Morgana、How I spent the summer…、How much does the cloud weigh?、Just a Guy、Latitude du printemps、LENNY MAKES SOME-THING – “TURN ME ON (feat.ARCX)”、Maji、Mela!、Migrants、Misery Loves Company、Naked、OASIS、PANDORA、PIANOMAN、Pop-up Research 2020、Tamou、The Master Piece、The Quiet、WhateverTree

### 第25回（2022年）
- 長編（劇場公開、TV）
  - 新しい街 ヴィル・ヌーヴ（英語版）、カラミティ（英語版）、機動戦士ガンダム 閃光のハサウェイ、劇場版 鬼滅の刃 無限列車編、劇場版 少女☆歌劇 レヴュースタァライト、サイダーのように言葉が湧き上がる、ジョゼと虎と魚たち、魔女見習いをさがして、別冊オリンピア・キュクロス、明るいほうへ
- 短編（ミュージックビデオを含む）
  - 暗く黒く、高野交差点、不安な体、プックラポッタと森の時間、ホッキョクグマすっごくひま、マンガガールズ、Black Slide、Have a Nice Dog!、I’m Late、KEMUKUJARA、Les larmes de la Seine、Lifeblood、Life’s a Bitch、Loop、Rabbit Hole、Restless Lovers、Snails’ Breakfast、Steakhouse、The Wind Whistles、Wayback、The Flood、45Rオフィシャルサイトアニメーション